# Кондюково
Кондюково — село в Ивановской области России, находится в Комсомольском районе Ивановской области. Входит в Подозёрское сельское поселение.
Через село проходит автодорога Р79 связывающая областные центры Иваново и Ярославль. Расстояние от села до районного центра (город Комсомольск) — 20 км, до Иванова — 40 км.